# Kaštijelj (Šekovići)
Pour les articles homonymes, voir Kaštijelj.
Kaštijelj (en serbe cyrillique : Каштијељ) est un village de Bosnie-Herzégovine. Il est situé dans la municipalité de Šekovići et dans la république serbe de Bosnie. Selon les premiers résultats du recensement bosnien de 2013, il ne compte plus aucun habitant.
Avant la guerre de Bosnie-Herzégovine, le village faisait entièrement partie de la municipalité de Šekovići ; après la guerre, son territoire a été partiellement intégré à la municipalité de Kladanj, rattachée à la fédération de Bosnie-et-Herzégovine.

## Démographie

### Évolution historique de la population dans la localité
| 1948 | 1953 | 1961 | 1971 | 1981 | 1991 | 2013 |
| ---- | ---- | ---- | ---- | ---- | ---- | ---- |
| -    | -    | 564  | 638  | 686  | 511  | 0    |

|  |